# بخش مرکزی شهرستان چابهار
بخش مرکزی، یکی از بخش‌های شهرستان چابهار در استان سیستان و بلوچستان ایران است. مرکز این بخش، شهر چابهار است.

## تقسیمات کشوری
- بخش مرکزی شهرستان چابهار
  - دهستان کمبل سلیمان
  - دهستان وشنام دری

شهر: چابهار

## جمعیت
بر پایه سرشماری عمومی نفوس و مسکن در سال ۱۳۹۵، جمعیت بخش مرکزی شهرستان چابهار برابر با ۱۴۵٬۰۰۷ نفر بوده‌است.